# Карагали
Карагали (рос. Карагали) — село у Приволзькому районі Астраханської області Російської Федерації.
Населення становить 2734 особи. Входить до складу муніципального утворення Село Карагали.

## Історія
Населений пункт розташований на території українського етнічного та культурного краю Жовтий Клин. Від 1980 року належить до Приволзького району.
Згідно із законом від 6 серпня 2004 року органом місцевого самоврядування є Село Карагали.

## Населення
| 2002  | 2010  | 2012  | 2013  | 2014  | 2015  | 2016  |
| ----- | ----- | ----- | ----- | ----- | ----- | ----- |
| 2244  | ↗2410 | ↗2459 | ↗2504 | ↗2566 | ↗2771 | ↘2727 |
| 2017  |       |       |       |       |       |       |
| ↗2734 |       |       |       |       |       |       |